# The Candy Girl
The Candy Girl er en amerikansk stumfilm fra 1917 af Eugene Moore.

## Medvirkende
- Gladys Hulette som Nell
- William Parke Jr. som Jack Monroe
- J.H. Gilmour
- John Bowers som Simon Skinner
- Thomas A. Curran som George Wingate